# اريك ستيفنسون (لاعب كرة قدم بريطاني)
اريك ستيفنسون (بالإنجليزية: Eric Stephenson)‏ (17 سبتمبر 1914 في المملكة المتحدة - 8 سبتمبر 1944 في ميانمار) هو لاعب كرة قدم بريطاني في مركز مهاجم داخلي. شارك مع منتخب إنجلترا لكرة القدم. أما مع النوادي، فقد لعب مع ليدز يونايتد.

## مسيرته الكروية
لعب اريك ستيفنسون خلال مسيرته الاحترافية مع نادِ واحدٍ في ستة مواسم وسجل خلالها 21 هدفًا ضمن 111 مباراة. ولم يفز بأي موسم بالكأس أو بالدوري.
خاض اريك ستيفنسون مسيرته مع نادي ليدز يونايتد في موسم 1934–35 ليلعب معه ستة مواسم، مشاركًا في 111 مباراة سجل خلالها 21 هدفًا.

## وصلات خارجية
- اريك ستيفنسون على موقع قاعدة بيانات كرة القدم.إي يو (الإنجليزية)
- اريك ستيفنسون على موقع ناشيونال فوتبول تيمز (الإنجليزية)